# Manfort
Manfort ist ein Leverkusener Stadtteil im Stadtbezirk I. Der Stadtteil hatte am 31. Dezember 2023 6494 Einwohner.

## Lage

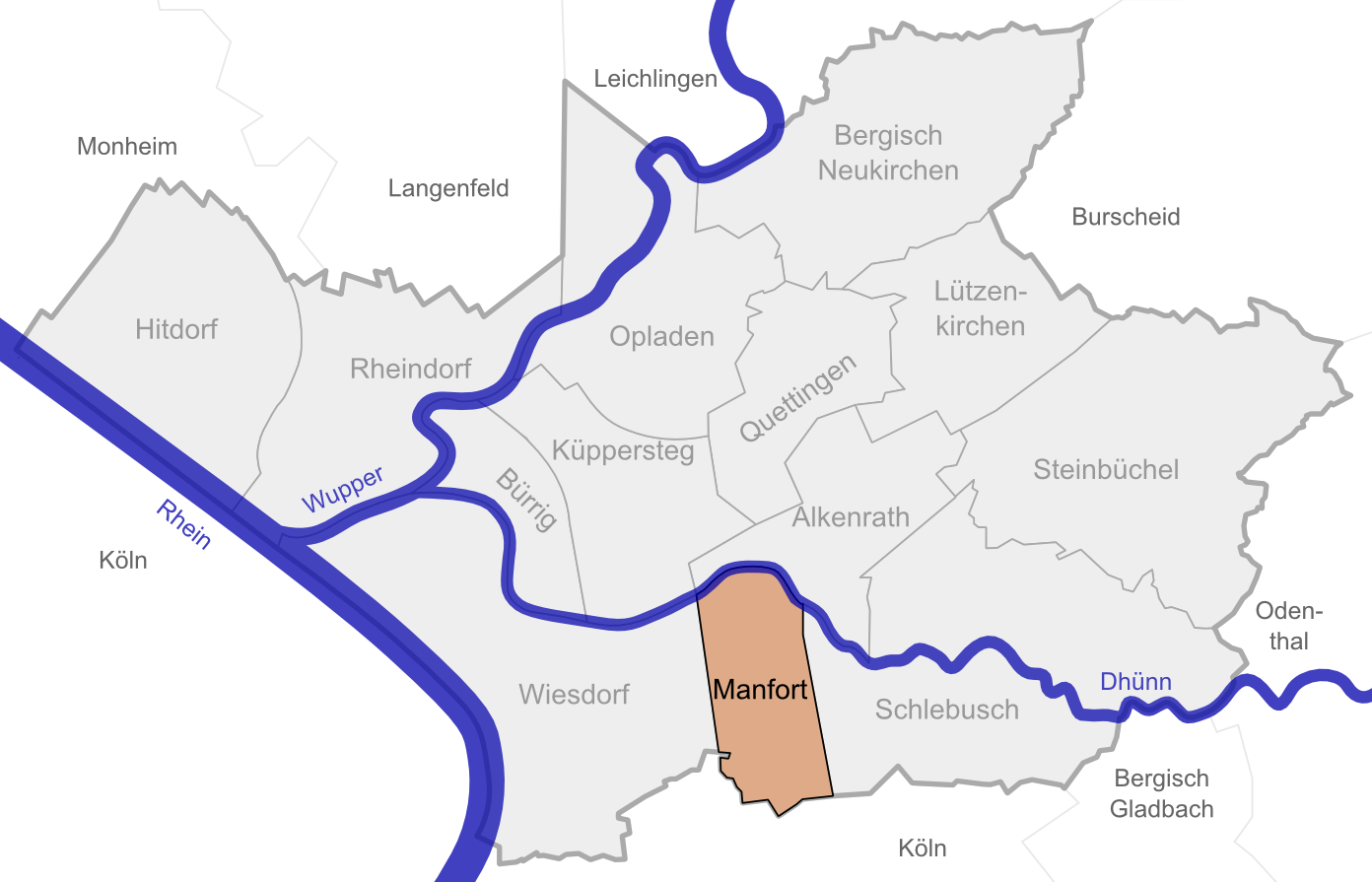
Lage von Manfort in Leverkusen

Manfort grenzt an Köln-Dünnwald, Schlebusch, Küppersteg, Alkenrath und Wiesdorf.

## Geschichte

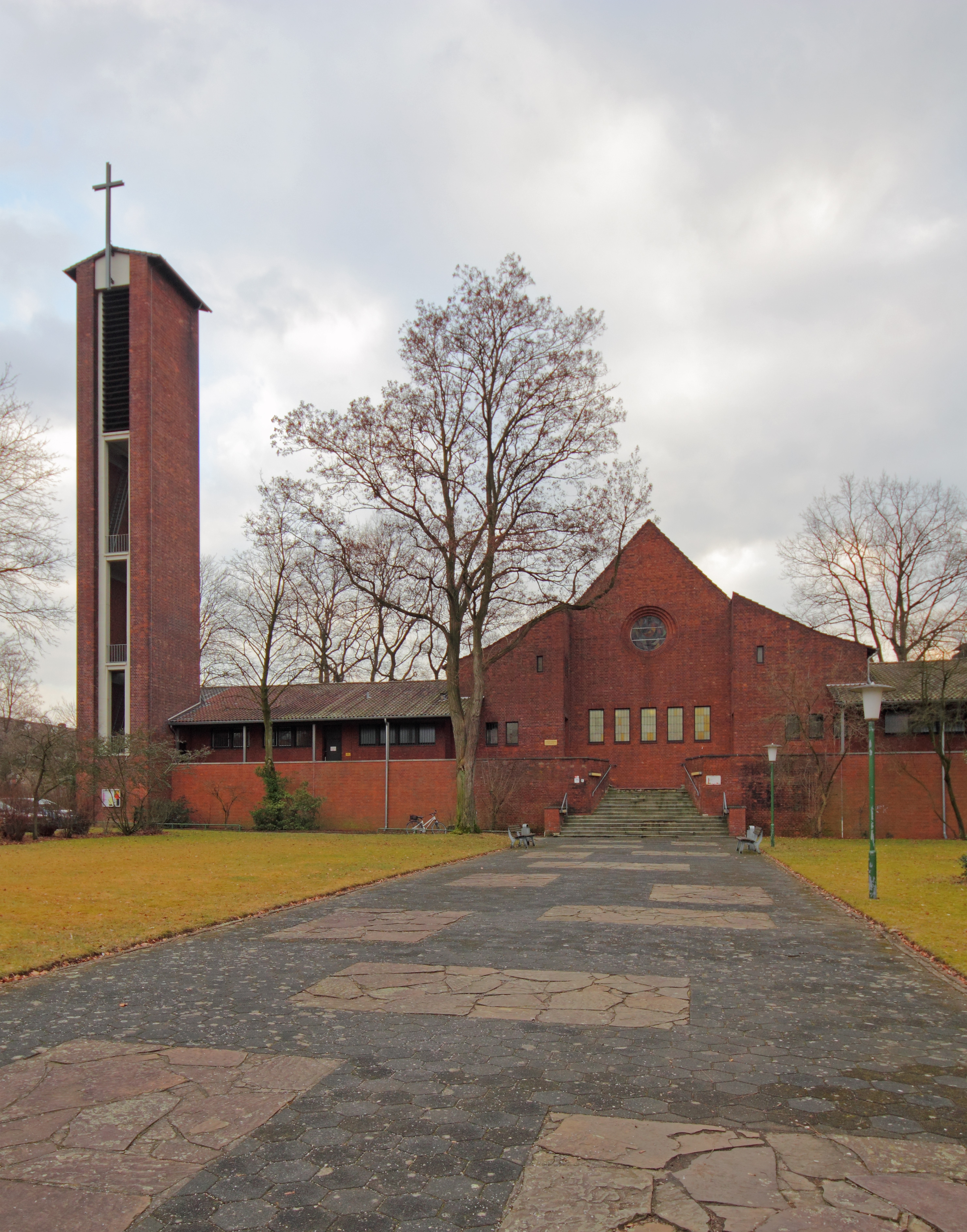
Johanneskirche Manfort

Im Jahre 1050 wurde der in Manfort gelegene Hemmelrather Hof erstmals erwähnt. Der Name leitet sich von einer alten Furt durch den Rhein ab, der Mannesfurt, die von Menschen durchwatet, nicht aber von Wagen passiert werden konnte. Der Hauptarm des Rheins verlief einst weiter östlich als heute.
Im 19. Jahrhundert war Manfort ein Teil der Gemeinde Wiesdorf, die 1920 in Bürgermeisterei Wiesdorf umbenannt wurde und im Jahr darauf die Stadtrechte erhielt. Wiesdorf gehörte zum Landkreis Solingen. Seit 1930 ist Manfort mit Wiesdorf ein Teil von Leverkusen.
Nach dem Bau der Eisenbahn siedelten sich bedeutende Industrien in Manfort an: das Wuppermann-Stahlwerk sowie das aus der 1869 gegründeten Sprengstoff-Fabrik Kaiser & Edelmann hervorgegangene Werk Schlebusch von Dynamit Nobel. Die Hamburger Alfred Nobel u. Co. (ab 1876 Dynamit AG, DAG) übernahm Anfang der 1870er-Jahre die Fabrik und benannte sie nach der benachbarten Bahnstation Schlebusch.

## Kultur und Sehenswürdigkeiten
Auf dem Friedhof in Manfort, der offiziell seit den 60er Jahren in Wiesdorf liegt,  steht ein am 8. Oktober 1950 errichtetes Kreuz des deutschen Ostens. Am Tag der Heimat findet dort an der Langenfelder Straße jährlich eine Gedenkveranstaltung statt, die an die Opfer von Flucht und Vertreibung nach dem Zweiten Weltkrieg aus ihrer Ostdeutschen Heimat erinnert.
Seit 2015 findet am ostdeutschen Kreuz auch der jährliche Gedenktag für die Opfer von Flucht und Vertreibung am 20. Juni statt.

## Einrichtungen
- Evangelische Kindertagesstätte
- Städtischer Kindergarten
- katholischer Kindergarten St. Joseph
- Gemeinschaftsgrundschule Regenbogenschule
- Theodor-Wuppermann-Hauptschule[3]
- Kinder- und Jugendhaus Lindenhof

## Verkehr

### Straße
Manfort ist über die Anschlussstelle Leverkusen-Zentrum der Bundesautobahn 3 erreichbar.

### Eisenbahn
In Manfort befindet sich der Bahnhof Leverkusen-Manfort an der Bahnstrecke Gruiten–Köln-Deutz. Der Bahnhof war bis zum 11. Dezember 2021 nach dem benachbarten Stadtteil Schlebusch benannt, da es den Stadtteil Manfort zum Zeitpunkt seiner Errichtung noch nicht gab. Der Bahnhof wird im Stundentakt von der Regionalbahn Rhein-Wupper-Bahn (RB 48) bedient.

### Öffentlicher Personennahverkehr
Durch Manfort verkehren mehrere Buslinien der Wupsi. Sie binden vor allem die Bahnhöfe Manfort und Mitte an, darüber hinaus weitere Teile Leverkusens.